# جامعة وين للولاية مدرسة الطب
جامعة وين للولاية مدرسة الطب (بالإنجليزية: Wayne State University School of Medicine)‏ هي إحدى الكليات لتدريس الطب في الولايات المتحدة الأمريكية. تقع في مدينة دترويت في ولاية ميشيغان الأمريكية. نوع الشهادة الطبية التي يتم تحصيلها هناك هي دكتور في الطب.